# آدیغیه ایرلاینز
آدیغیه ایرلاینز (به انگلیسی: Adygea Airlines) یک شرکت هواپیمایی است. دفتر مرکزی آدیغیه ایرلاینز در مایکوپ، آدیغیه، روسیه واقع شده‌است.